# Mario Dalfini
Mario Dalfini (Villafranca di Verona, 2 febbraio 1909 – ...) è stato un calciatore italiano, di ruolo attaccante.

## Carriera
Giocò per due stagioni in Serie A nelle file della Pro Patria.